# فیل هوبارد
فیل هوبارد (انگلیسی: Phil Hubbard؛ زاده ۱۳ دسامبر ۱۹۵۶) یک ورزشکار اهل ایالات متحده آمریکا است. 